# بعد البداية (مسلسل)
بعد البداية مسلسل دراما وإثارة مصري من إخراج أحمد خالد موسى، ومن بطولة طارق لطفي، روجينا، درة وفاروق الفيشاوي، وتم عرضه في رمضان 2015.

## قصة المسلسل
يعمل (عمر) في مجال الصحافة، ويعمل طيلة الوقت بفضل طبيعة عمله على عدد من قضايا الفساد، مما يعرضه لمحاولة اغتيال فاشلة، وفي ذات يوم بينما يهم (عمر) بتصفح الجريدة القومية، يكتشف أن هناك خبر منشور عن وفاته، وأن هذا الخبر قد تصدر بضعة صحف أخرى، فيدخل الصحافي (عمر) في سلسلة جهنمية من البحث والمطاردة